# 曹植
曹植（そう しょく/そう ち、初平3年（192年） - 太和6年（232年））は、中国後漢末期から三国時代の魏に掛けての詩人。字は子建（しけん）。日本語による読みについては議論があることに留意が必要である。豫州沛国譙県（現在の安徽省亳州市譙城区）の出身。陳王に封じられ、諡が思であったことから陳思王とも呼ばれる。魏の皇族である一方で唐の李白・杜甫以前における中国を代表する文学者として、「詩聖」の評価を受けた。才高八斗（八斗の才）・七歩の才の語源。建安文学における三曹の一人。

## 生涯
曹操の五男で、生母は卞氏。異母兄は曹昂・曹鑠。同母兄は曹丕（文帝）・曹彰。同母弟は曹熊。妃は崔氏（崔琰の兄の娘）。子は曹苗・曹志。娘は曹金瓠（夭折）・曹行女（夭折）。
曹昂・曹鑠が早世すると、建安2年（197年）頃に卞氏が正室に上げられ、曹植は曹操の正嫡の三男となった。幼い頃より詩など数十万言を諳んじた。群を抜いて文章に異才を放つ彼を怪しんだ曹操は「誰かに代筆を頼んだのか」と尋ねた。これに対し曹植は「言出ずれば論と為り、筆を下せば章を成す。顧だ当に面試すべし。奈何ぞ人に倩わんや」といい、曹操に特別寵愛された。
建安16年（211年）、平原侯（食邑5000戸）に封じられた。
曹植は礼法に拘泥せず、華美を嫌い、酒をこよなく愛し、闊達さと奔放さを合わせ持った天才肌の貴公子であった。ただし少々それが行き過ぎてしまうこともあり、天子の専用通路（司馬門）を勝手に通ってしまい、曹操を激怒させてしまったこともあった（このことは相当な禍根となったようで、後々まで曹操はそれを嘆いた）。詩人としてのみならず、実際には父の遠征に従って14歳から従軍し、烏桓遠征・潼関の戦い・張魯征討など数多くの戦役に従軍しており、兄たちと同じく戦場で青年時代を送っている。しかし、軍事面においても飲酒によって不祥事を起こしている。関羽が樊城の曹仁を包囲した際に、曹操は曹植を南中郎将・行征虜将軍として援軍に派遣しようとした。しかし、曹植は酒に酔って曹操の招集に応じることができなかったため、徐晃が派遣されたこともあった。
建安19年（214年）には臨淄侯に転封された。この頃より詩・賦の才能がさらに高まり、さらに曹操の寵愛が深くなった。同時に曹丕との後継争いが勃発した。曹植には楊修・丁儀・丁廙・邯鄲淳・楊俊・荀惲・孔桂・応瑒・応璩らが側近としてつき、曹丕には東曹の人がつくようになり、彼らよりもそれぞれの側近たちの権力闘争といった様相が強かったが、建安22年（217年）に正式に曹丕が太子に指名されると、以降は曹植と側近者たちは厳しく迫害を受けることになった。
建安25年（220年）に曹操が没すると側近が次々と誅殺され、黄初2年（221年）には安郷侯に転封、同年の内に鄄城侯に再転封、黄初3年（223年）にはさらに雍丘王（食邑2500戸）、以後浚儀王・再び雍丘王・東阿王・陳王（食邑3500戸）と、死去するまで各地を転々とさせられた。
この間、皇族として捨扶持を得るだけに飽き足らず、曹丕と曹叡（明帝）に対し幾度も政治的登用を訴える哀切な文を奉っている。特に曹叡の治世になると、親族間の交流を復することを訴える文章が増えた。曹叡は族父の曹植を起用しようとしたが、讒言で断念した。その後も鬱々とした日々を送り、太和6年（232年）11月28日、「常に汲汲として歓びなく、遂に病を発して」41歳で死去。子の曹志が後を継いだ。
曹植は中国を代表する文学者として名高いが、詩文によって評価されることをむしろ軽んじていた節がある。側近の楊修に送った手紙では「私は詩文で名を残すことが立派だとは思えない。揚雄もそう言っているではないか。男子たるものは、戦に随って武勲を挙げ、民衆を慈しんで善政を敷き、社稷に尽くしてこそ本望というものだ」と語っており、曹丕が「文章は経国の大業にして不朽の盛事なり」（『典論』論文より）と主張しているのとは、好対照である。

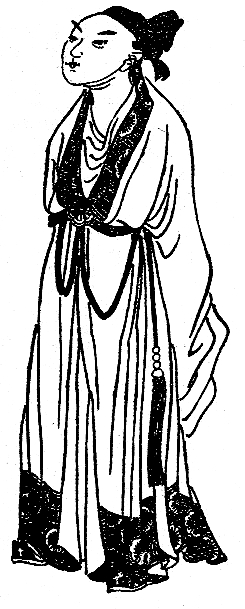
曹植（清代『三国志演義』より）

## 文学作品
漢詩の詩型の一つである五言詩は、後漢の頃から次第に制作されるようになるが、それらは無名の民衆や彼らに擬した文学者が、素朴な思いを詠った歌謡に過ぎなかった。しかし後漢末建安年間から、それまでの文学の主流であった辞賦に代わり、曹植の父や兄、または王粲・劉楨らの建安七子によって、個人の感慨や政治信条といった精神を詠うものとされるようになり、後世にわたって中国文学の主流となりうる体裁が整えられた。彼らより後に生まれた曹植は、そうした先人たちの成果を吸収し、その表現技法をさらに深化させた。
曹植の詩風は動感あふれるスケールの大きい表現が特徴的である。詠われる内容も、洛陽の貴公子の男伊達を詠う「名都篇」や、勇敢な若武者の様子を詠う「白馬篇」のように勇壮かつ華麗なもの、友人との別離を詠んだ「応氏を送る」二首や、網に捕らわれた雀を少年が救い出すという「野田黄雀行」、異母弟とともに封地へ帰還することを妨害された時に詠った「白馬王彪に贈る」、晩年の封地を転々とさせられる境遇を詠った「吁嗟篇」などのように悲壮感あふれるもの、「喜雨」・「泰山梁甫行」など庶民の喜びや悲しみに目を向けたものなど、先人よりも幅広く多様性に富んでいる。南朝梁の鍾嶸は、『詩品』の中で曹植の詩を最上位の上品に列し、その中でも「陳思の文章に於けるや、人倫の周孔（周公旦・孔子）有るに譬う」と最上級の賛辞を送っている。
なお、彼の最高傑作ともいわれる「洛神の賦」は、曹丕の妃である甄氏への恋慕から作ったという説もあるが、疑わしい。
三国志演義においては、実兄である曹丕の前で詠んだとされる七歩詩が極めて有名である。
（豆を煮るに豆がらを燃やし　豆は釜中に在りて泣く　本より是れ同根に生ぜしに　相い煎ること何ぞはなはだ急なる）
これは煮豆燃萁（しゃとうねんき）という故事成語になった。なお、曹丕も三曹に数えられる優れた文学者であった。
2022年には岩波文庫より三曹こと曹操・曹丕・曹植の作品を集めた本が刊行された。
参考までに「野田黄雀行」を意訳と共に下に記す。
| 野田黄雀行 |                                                    |
| 高樹多悲風 | （高い木々には悲しい風が吹きすさび）               |
| 海水揚其波 | （海原は荒波を打ち上げる）                         |
| 利劍不在掌 | （剣を持たぬ心細い私は）                           |
| 結友何須多 | （友を作るにもびくびくしている）                   |
| 不見籬間雀 | （垣根にいる雀を見たかい）                         |
| 見鷂自投羅 | （鷹の姿に驚いて網に飛び込んでしまったじゃないか） |
| 羅家得雀喜 | （猟師は雀が捕まって喜ぶだろうが）                 |
| 少年見雀悲 | （私はそんな雀を見て悲しくなった）                 |
| 拔劍哨羅網 | （剣を抜いて網を切り裂いてやると）                 |
| 黄雀得飛飛 | （黄色い雀は空へ飛んでいった）                     |
| 飛飛摩蒼天 | （青空の彼方まで飛び上がり）                       |
| 來下謝少年 | （再び私の元へ降りてきて礼を言った）               |

## 著名な作品
【詩】
・公讌
・送應氏
・贈丁儀王粲
・贈徐幹
・贈丁儀
・贈丁廙
・贈王粲
・贈白馬王彪
・情詩
・朔風
・七哀
【楽府】
・洛神賦
・箜篌引 
・闘鶏
・白馬篇
・名都篇
・薤露行
・美女篇遠遊篇
・泰山梁甫行
・盤石篇
・野田黄雀行
・種葛篇
・浮萍篇
・怨歌行
・吁嗟篇
| 吁嗟篇     |                                            |                                                    |
| 原文       | 書き下し文                                 | 通釈                                               |
| 吁嗟此轉蓬 | 吁嗟 此の転蓬                              | ああ!! この転がる蓬よ!                             |
| 居世何獨然 | 世に居る 何ぞ独り然るや                    | この世で、なぜお前独りだけがこうなのだ             |
| 長去本根逝 | 長く本根を去りて逝き                       | 元の根から遠く離され                               |
| 夙夜無休閒 | 夙夜（しゅくや） 休間無し                  | 朝から晩まで、休む暇もない                         |
| 東西經七陌 | 東西 七陌（しちはく）を経て                | 東西に7つの道を飛びすぎたかと思うと                |
| 南北越九阡 | 南北 九阡（きゅうせん）を越ゆ              | 南北に9つの道を飛び越える                          |
| 卒遇回風起 | 卒かに回風の起こるに遇い                   | 突然、旋風に巻き込まれ                             |
| 吹我入雲間 | 我を吹きて雲間に入れり                     | 雲の間に吹き上げられる                             |
| 自謂終天路 | 自ら天路を終えんと謂いしに                 | このまま天の路の終わりまで行くかと思えば           |
| 忽然下沈淵 | 忽然として沈淵に下る                       | 忽ち沈淵まで真っ逆様                               |
| 驚飆接我出 | 驚飆（きょうひょう） 我を接えて出だす      | 今度は疾風に吹き上げられて                         |
| 故歸彼中田 | 故より彼の中田に帰すなるや                 | 元の田圃に帰れるのかと思いつつ                     |
| 當南而更北 | 当に南すべくして更に北し                   | 当然南に行くべきが、どんどん北に向かい             |
| 謂東而反西 | 東せんと謂うに反って西す                   | 東に行くのかと思いきや、逆に西に行ってしまう       |
| 宕宕當何依 | 宕宕（とうとう）として当に何れにか依るべき | この広漠たる空間の、一体何処に身を寄せたらいいのか |
| 忽亡而復存 | 忽ちに亡びて復た存す                       | ふっと消え失せたと思っても、相変らず生きている     |
| 飄颻周八澤 | 飄颻として八沢を周り                       | ひらひら飛んで八沢を周り                           |
| 連翩歴五山 | 連翩として五山を歴たり                     | ふわふわ飛んで五山を巡ってきた                     |
| 流轉無恒處 | 流転して恒の処無し                         | 転がり流れ、定住の場所を持たない                   |
| 誰知吾苦艱 | 誰か吾が苦艱を知らんや                     | この私の苦しみを、誰が分かってくれようか           |
| 願為中林草 | 願わくは中林の草と為り                     | できるなら林の中の草となって                       |
| 秋隨野火燔 | 秋 野火に随いて燔かれなん                  | 秋に、野火で焼かれたい                             |
| 糜滅豈不痛 | 糜滅するは 豈に痛ましからざらんや          | 焼け爛れて滅びることは、苦痛でないことはないが     |
| 願與株荄連 | 願わくは株荄と連ならん                     | 兄弟たちと運命を共にするのが、私の願いなのだ       |

## 作品訳注
- 伊藤正文訳注 『曹植』〈中国詩人選集3〉岩波書店、1958年。※重版多数
- 川合康三編訳 『曹操・曹丕・曹植詩文選』 岩波文庫、2022年。ISBN 4003204611